# Benito de Palermo
Benito Manasseri, llamado San Benito de Palermo y también conocido como San Benito el Africano, el Moro o el Negro (San Fratello, c. 1526 - Palermo, 1589) fue un religioso italiano, canonizado tras un largo proceso en 1807.

## Biografía
De origen africano, fue hijo de esclavos. Se cree que sus padres pudieron trabajar en una plantación cercana a Mesina donde habían sido traídos como esclavos de África. Recibió la libertad de sus amos tras su nacimiento y en sus primeros años se ganó la vida como pastor.
Cuando contaba más de veinte años conoció a un grupo de ermitaños que seguían la Regla de san Francisco a los que se unió atraído por las ideas del santo. En 1564 el grupo se disolvió y Benito ingresó en el convento de Santa María de Palermo. Su analfabetismo le relegó a la cocina del convento. Desde la cocina su piedad, su humildad y los milagros que se le atribuyeron, sobre todo curaciones, le dieron gran fama, lo que le llevó a ser elegido prior en 1578. Posteriormente fue maestro de novicios, para después volver a la cocina. Su fiesta se celebra el 4 de abril.

## Canonización
Benito fue beatificado por el papa Benedicto XIV en 1743 y canonizado en 1807 por Pío VII. También se dice que su cuerpo fue encontrado incorrupto cuando fue exhumado pocos años después. Santo patrón de los afroamericanos, Benito es recordado por su paciencia y entendimiento cuando se enfrentaba a prejuicios raciales. Existen al menos cinco parroquias católicas negras que llevan su nombre en Estados Unidos, en Queens, Nueva York, Chicago, Illinois, Pittsburgh, Omaha, Nebraska, Columbus, Georgia, y en Savannah, Georgia.
Su nombre también figura en el Calendario de Santos Luterano.
El 25 de julio de 2023, un incendio forestal afectó gravemente a la iglesia palermitana de Santa María de Jesús, donde reposaba el cuerpo incorrupto del santo, que quedó destruido casi por entero.

## Devoción
La devoción a San Benito está extendida a lo largo de América Latina, desde México hasta Argentina,
En Petén, Guatemala un municipio lleva su nombre, al igual que una parroquia salesiana dedicada al servicio de los más desprotegidos en especial de los jóvenes.
En Medellín (Colombia) existe una parroquia dedicada a este santo franciscano que da nombre a un tradicional barrio de la ciudad. En San Juan de Girón está el santuario del Señor de los Milagros, basílica menor, y Benito de Palermo es uno de los santos patronos al cual se le dedica un espacio especial en una de las capillas del templo parroquial. Su fiesta se celebra el 28 de diciembre con una tradicional quema de fuegos artificiales. La gente devota se pinta la cara de negro para solicitar la intercesión del Santo.
En León (Nicaragua), desde hace más de 300 años llegan a pagar promesa al Santo "promesantes" de todas las edades, son llamados "Luces" porque «la vida del cristiano está iluminada por la luz de Cristo», van cubierta sus cabezas con pañuelo blanco, vestidos de túnicas blancas con cintas negras ceñidas a la cintura y brazos portando candelas de color negro, cada Lunes Santo se realiza la procesión solemne de la imagen del Santo desde la iglesia "San Francisco de Asís"  hacia la parroquia "San Juan Bautista" de Sutiaba. Según Carlos Henríquez Dipp, historiador leonés, la muerte del Santo fue un lunes santo y algunas veces la fecha coincide con la Semana Santa, así los Franciscanos tomaron en cuenta el ejemplo de penitencia, ayunos y oraciones de san Benito de Palermo para instaurar la peregrinación de la imagen del Santo durante la Cuaresma. Es tradicional que los devotos promesantes repartan "chicha de maíz" en honor al santo, los fieles la piden con la expresión «"Un vasito de chicha en nombre de San Benito"».
En Paysandú (Uruguay), la iglesia parroquial está dedicada a Nuestra Señora del Rosario y San Benito de Palermo. Asimismo, en el Real de San Carlos (departamento de Colonia, Uruguay) existe desde 1761 una capilla puesta bajo el patronazgo de Benito de Palermo. 
En Venezuela, su devoción se extiende a lo largo de varios estados del país y es celebrado en muchas fechas distintas, de acuerdo con tradiciones locales. En la Arquidiócesis de Maracaibo, en su Zona Pastoral número 8, existe la parroquia Purísima Madre de Dios y san Benito de Palermo, en la que se le rinde culto a este religioso, ubicada en la parroquia civil de El Bajo del Municipio San Francisco (Zulia). 
En el sur del lago de Maracaibo o Costa Oriental del Lago se celebra el 27 de diciembre (al igual que Palmarito, Santa María, San José y San Antonio), el primero de enero en Bobures y el 6 del mismo mes en Gibraltar, entre otros. 
En 2015, en Barrio Obrero, Ciudad Ojeda, Zulia, William Delgado, obispo de la diócesis de Cabimas, elevó a parroquia lo que fuere iglesia de San José con el título de parroquia de San Benito de Palermo.
Al norte de  Barquisimeto Estado Lara, está ubicada una iglesia con su nombre San Benito de Palermo, en el Barrio San Benito, la cual pertenece a la Arquidiócesis de Barquisimeto. 